# Reira Iwabuchi
Reira Iwabuchi (ur. 14 grudnia 2001 w Ichinoseki) – japońska snowboardzistka, specjalizująca się w konkurencjach Big Air i slopestyle. Po raz pierwszy na arenie międzynarodowej pojawiła się 10 marca 2015 roku, startując na mistrzostwach świata juniorów w Yabuli. Zajęła tam dziewiętnaste miejsce w slopestyle'u. Na rozgrywanych dwa lata później mistrzostwach świata juniorów w Szpindlerowym Młynie zdobyła srebrne medale w slopestyle'u i Big Air. W zawodach Pucharu Świata zadebiutowała 4 września 2017 roku w Cardronie, zajmując czwarte miejsce w slopestyle'u. Tym samym już w swoim debiucie wywalczyła pierwsze pucharowe punkty. Na podium zawodów tego cyklu po raz pierwszy stanęła 10 grudnia 2017 roku w Copper Mountain, wygrywając rywalizację w big air. W zawodach tych wyprzedziła Julię Marino z USA i Norweżkę Silje Norendal. W sezonie 2017/2018 zajęła piąte miejsce w klasyfikacji generalnej AFU, a w klasyfikacji slopestyle'u była druga. W sezonie 2018/2019 zdobyła małą kryształową kulę za zwycięstwo w klasyfikacji big air. Z kolei w klasyfikacjach AFU i slopystyle była druga. W sezonie 2019/2020 po raz kolejny była najlepsza w klasyfikacji big air, z kolei w klasyfikacji AFU tym razem zajęła trzecią lokatę.
W 2018 roku wystąpiła na igrzyskach olimpijskich w Pjongczangu, gdzie była czternasta w slopestyle'u i czwarta w big air. Rok później wystąpiła na mistrzostwach świata w Park City, gdzie zajęła 5. miejsce w slopestyle'u. Jest dwukrotną medalistką zawodów X-Games rozgrywanych w amerykańskim Aspen. Zdobyła srebrny medal podczas Winter X Games 22 oraz brązowy podczas Winter X Games 24, oba w konkurencji big air.

## Osiągnięcia

### Igrzyska olimpijskie
| Miejsce | Dzień     | Rok  | Miejscowość | Konkurencja | Zwyciężczyni         |
| ------- | --------- | ---- | ----------- | ----------- | -------------------- |
| 14.     | 12 lutego | 2018 | Pjongczang  | Slopestyle  | Jamie Anderson       |
| 4.      | 22 lutego | 2018 | Pjongczang  | Big air     | Anna Gasser          |
| 5.      | 6 lutego  | 2022 | Pekin       | Slopestyle  | Zoi Sadowski-Synnott |

### Mistrzostwa świata
| Miejsce | Dzień    | Rok  | Miejscowość | Konkurencja | Zwyciężczyni         |
| ------- | -------- | ---- | ----------- | ----------- | -------------------- |
| 5.      | 9 lutego | 2019 | Park City   | Slopestyle  | Zoi Sadowski-Synnott |
| 20.     | 12 marca | 2021 | Aspen       | Slopestyle  | Zoi Sadowski-Synnott |
| 8.      | 16 marca | 2021 | Aspen       | Big air     | Laurie Blouin        |

### Puchar Świata

#### Miejsca w klasyfikacji generalnej AFU
- sezon 2017/2018: 5.
- sezon 2018/2019: 2.
- sezon 2019/2020: 3.
- sezon 2020/2021: 4.

#### Miejsca na podium w zawodach
1. Copper Mountain – 10 grudnia 2017 (Big Air) – 1. miejsce
2. Snowmass – 12 stycznia 2018 (slopestyle) – 2. miejsce
3. Cardrona – 8 września 2018 (Big Air) – 1. miejsce
4. Modena – 3 listopada 2018 (Big Air) – 1. miejsce
5. Secret Garden – 21 grudnia 2018 (slopestyle) – 2. miejsce
6. Modena – 2 listopada 2019 (Big Air) – 1. miejsce
7. Atlanta – 20 grudnia 2019 (Big Air) – 1. miejsce
8. Laax – 15 stycznia 2020 (slopestyle) – 2. miejsce
9. Silvaplana – 28 marca 2021 (slopestyle) – 1. miejsce
10. Steamboat Springs – 4 grudnia 2021 (Big Air) – 1. miejsce